# Le Lion d'Oz
Pour les articles homonymes, voir Lion (homonymie).
Pour plus de détails, voir Fiche technique et Distribution.
Le Lion d'Oz est un film d'animation canadien, dont l'histoire se déroule avant celle du Magicien d'Oz.

## Synopsis
Evadé d'un cirque, Lion embarque dans une montgolfière qui l'entraîne vers le merveilleux pays d'Oz. Désormais libre, il souhaite retrouver son sauveur que retient prisonnier la méchante Sorcière de l'Est. Accompagné de plusieurs amis, il entreprend un périple durant lequel il croisera une certaine Dorothy...

## Fiche technique
- Titre : Le Lion d'Oz
- Titre original : Lion of Oz
- Réalisation : Tim Deacon
- Scénario : Elana Lesser et Cliff Ruby d'après le roman Lion of Oz and the Badge of Courage de Roger S. Baum
- Musique : Jennifer Wilson
- Montage : Claudette Duff
- Production : Sophie Chicoine (supervision)
- Société de production : CinéGroupe, Lions Gate Films et Sony Wonder
- Pays :  Canada
- Genre : animation, fantasy et film musical
- Format : couleurs - 35 mm - Dolby stéréo
- Durée : 74 minutes
- Dates de sortie : 
  -  Canada : 25 août 2000

## Doublage

### Voix originales
- Jason Priestley : Lion
- Dom DeLuise : Oscar Zoroaster Phadrig Isaac Norman Henkle Emmanuel Ambrose Diggs
- Jane Horrocks : Wimzik
- Tim Curry : capitaine Fitzgerald
- Kathy Griffin : Caroline
- Henry Beckman : narrateur
- Gerard Plunkett : cerisier
- Lynn Redgrave : sorcière de l'Est
- Mik Perius : Rayon de soleil
- Eleanor Noble : Rayon de lune
- Elizabeth Robertson : Étoile
- Scott McNeil : Ténèbres
- Peter Kelamis : Tog
- Maxine Miller : couturière
- Don Brown (en) : coussin

### Voix françaises
- Yves Massicotte : narrateur
- Denis Mercier : Oscar Diggs
- Jacques Brouillette : Le chêne
- Martin Watier : Le lion
- Joël Legendre : Le lion (Chant)
- Claudine Chatel : Sorcière de l'est
- Patrick Olafson-Hénault : Rayon de soleil
- Geneviève Néron : Rayon de lune
- Sophie Léger : Rayon d'étoile
- Pierre Chagnon : Ténébreux
- Richard Lalancette : Nigaud Ozbut
- Caroline Dhavernas : Wimsick
- Anthony J. Robinow : capitaine « Fitzi » Fitzgérald
- Céline Furi : Caroline
- Manuel Tadros : Tog
- Olivier Visentin : Pelote d'épingles
- Élizabeth Chouvalidzé : Couturière
- François Sasseville : L'épouvantail
- Violette Chauveau : Dorothée Gale